# TARDIS

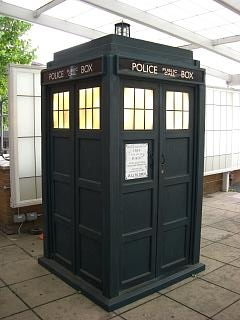
La TARDIS usada entre 2005 y 2010 en exhibición en el BBC Television Centre.

La TARDIS (Time And Relative Dimension In Space; Tiempo Y Dimensión Relativa en el Espacio) es una nave espacio-temporal que forma parte de la serie británica de ciencia ficción Doctor Who. Tiene la forma de las legendarias  cabinas de policía británicas de los años sesenta, y es recordada por ser muchísimo más grande por dentro que por fuera.

## Descripción general
Fue nombrada TARDIS por primera vez por la nieta del Doctor, Susan Foreman, en el primer episodio de la serie, An Unearthly Child.
La TARDIS es el producto del avanzado conocimiento de los Señores del Tiempo, civilización extraterrestre a la cual pertenece el personaje principal de la serie, el Doctor. Una TARDIS apropiadamente mantenida y pilotada puede transportar a sus ocupantes a cualquier punto en el espacio-tiempo. El interior de una TARDIS es mucho más grande que su exterior, que puede cambiar su forma con el "circuito camaleónico" de la nave, pudiendo así camuflarse en el entorno. En la serie, el Doctor pilota una TARDIS Tipo 40 ya obsoleta, cuyo circuito camaleónico está dañado, dejando a la nave atascada con la apariencia de una cabina de policía de Londres de los años 60, después de una visita allí en 1963 en el primer episodio de la serie.
Doctor Who está tan arraigado en la cultura popular británica, que no solo la forma de la cabina de policía es inmediatamente asociada con la serie, en vez de asociarse con la policía; sino que la palabra "TARDIS" es usada para describir cualquier objeto que parezca más grande por dentro que por fuera. La palabra "TARDIS" es marca registrada de la British Broadcasting Corporation.

## Características

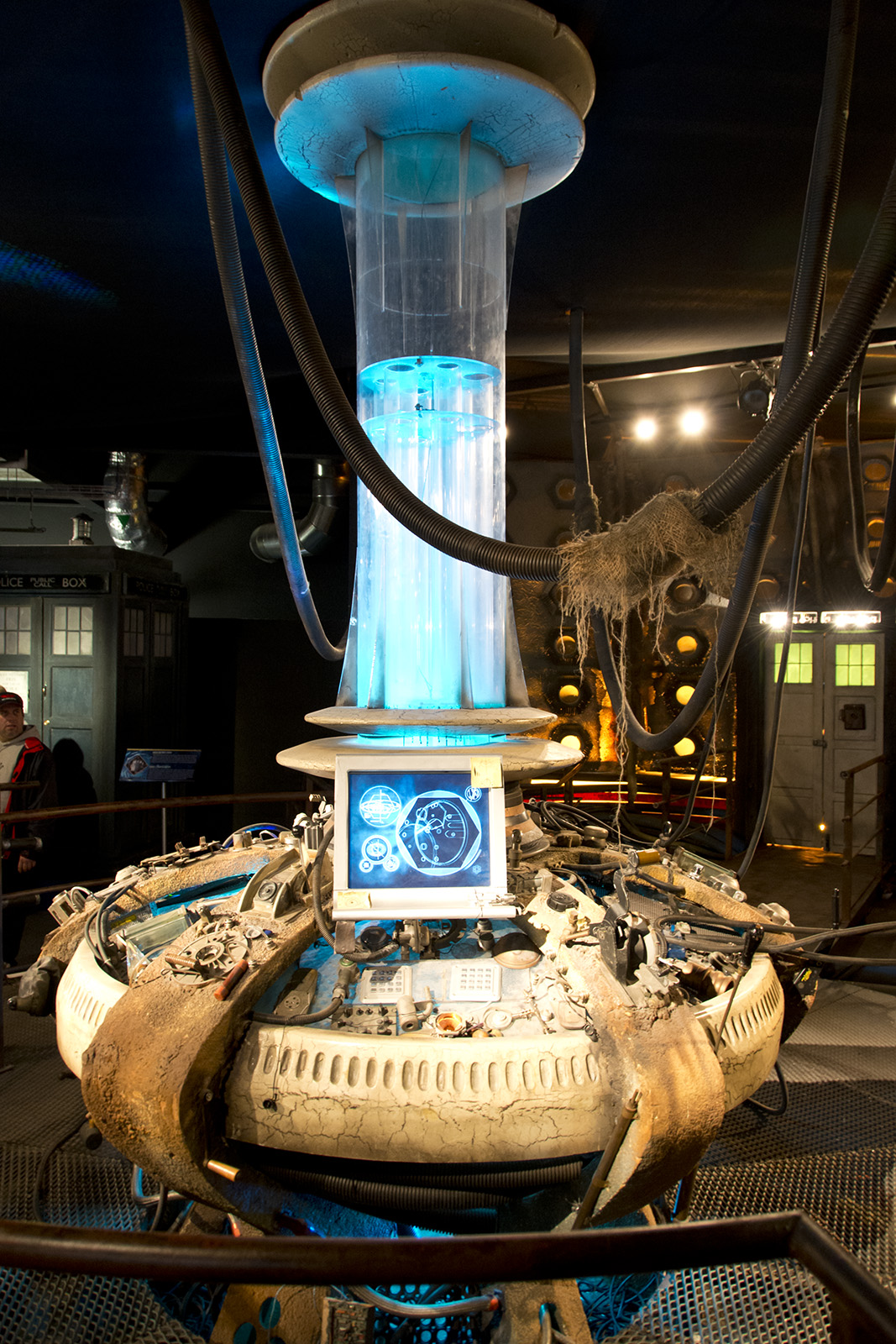
Consola del interior de la TARDIS utilizada por el Noveno y el Décimo Doctor entre 2005 y 2010

La tecnología de las TARDIS tiene su origen en tiempos de Rassilon y Omega y a lo largo de diferentes fases. El interés por los viajes en el tiempo ya fue patente durante estos primeros años en los que Rassilon financió la llamada investigación pura o “Programa del Tiempo”, llevando a cabo empresas tales como una guerra contra los “Crialans”, una civilización muy avanzada de la que interesaba robar su tecnología, o de utilizar los agujeros negros como fuentes de energía.
Crearon unos primeros prototipos de cápsulas capaces de salir del vórtice espacio-tiempo, pero no de atravesarlo, aspecto fundamental que lograron posteriormente al descubrir el secreto de la fisión temporal.
Años después de progresos e investigaciones crean los primeros prototipos de TARDIS, dimensionalmente más grandes por dentro que por fuera y capaces de contener a tres o cuatro personas; éstas pequeñas naves utilizan ya además parte del poder del Ojo de la Armonía.
Dichos prototipos acaban perfeccionándose en las llamadas “TARDIS de Guerra”, utilizadas para transportar soldados y buques arco; son de gran tamaño y están llenas de pasillos y gigantescas habitaciones. 
La TARDIS se basa en las cinco dimensiones existentes en Doctor Who (las tres que conocemos: alto, ancho y profundidad; más tiempo y espacio), por ello el interior de la nave es mucho más grande de lo que es la cabina policial es desde fuera. El primer Doctor lo explica así: 

Dicen que no pueden meter un edificio grande dentro de una habitación pequeña. Pero han inventado la televisión, ¿no? Entonces un enorme edificio visto en su pantalla de televisión, es algo que parece imposible, ¿no?.
Doctor Who, Primer episodio de la primera temporada clásica (1963)

Con el transcurso de las temporadas el aspecto interior de la nave va cambiando, desde una estética vintage de los primeros capítulos hasta la psicodélica imagen de la nueva serie, pasando por el estilo oscuro y metalizado introducido en 2012.
La TARDIS del Doctor está hecha de forma que para poder pilotarla bien se necesiten seis personas. Por eso cuando la controla se mueve tanto.
Un hecho importante sobre la TARDIS es que está viva, posee conciencia propia, y puede ver eventos futuros, pasados y presentes (La mujer del doctor). Está simbióticamente conectada al Doctor, que puede sentir a la TARDIS cuando está en peligro inminente, y por el otro lado la TARDIS puede proteger al Doctor en caso de emergencia. También otro hecho importante es que, cuando el doctor muere, la TARDIS empieza a decaer, empezando algunas veces a crecer en sus dimensiones como se plantea en la séptima temporada,  en Gira a la izquierda de la cuarta temporada, o en el último capítulo de la séptima temporada (El nombre del doctor).

### Circuito Camaleónico
De la Tardis tipo 40 Mark I se crearon unas trescientas, y aunque en cierta época tuvieron algo de reputación, acabaron clasificadas como Vintage y algo defectuosas. La más apreciada era el modelo tipo 45, TARDIS que acaba robando El Amo, mientras el Doctor, tras recibir la sugerencia de Clara Oswald, huye de Gallifrey con el humilde modelo 40.
La TARDIS Tipo 40 se supone que es capaz de tomar la forma de casi cualquier objeto con el fin de camuflarse. Sin embargo, la TARDIS del Doctor tiene este circuito averiado, y tiene atascada la forma de cabina de policía desde su visita cuando era el Primer Doctor al año 1963. El Undécimo Doctor explica cuáles son los procesos que realiza el Circuito Camaleónico de su TARDIS:

Cada vez que la TARDIS se materializa en una nueva ubicación, en el primer nanosegundo de aterrizaje, analiza sus alrededores, calcula un mapa de datos 12-dimensional con todo en un radio de 1000 millas, y determina qué forma mostrar para mezclarse mejor con el paisaje... y luego se camufla como una cabina de policía de 1963.
Doctor Who, Escena eliminada del primer episodio de la 5ª temporada moderna (2010)

### Circuito Traductor

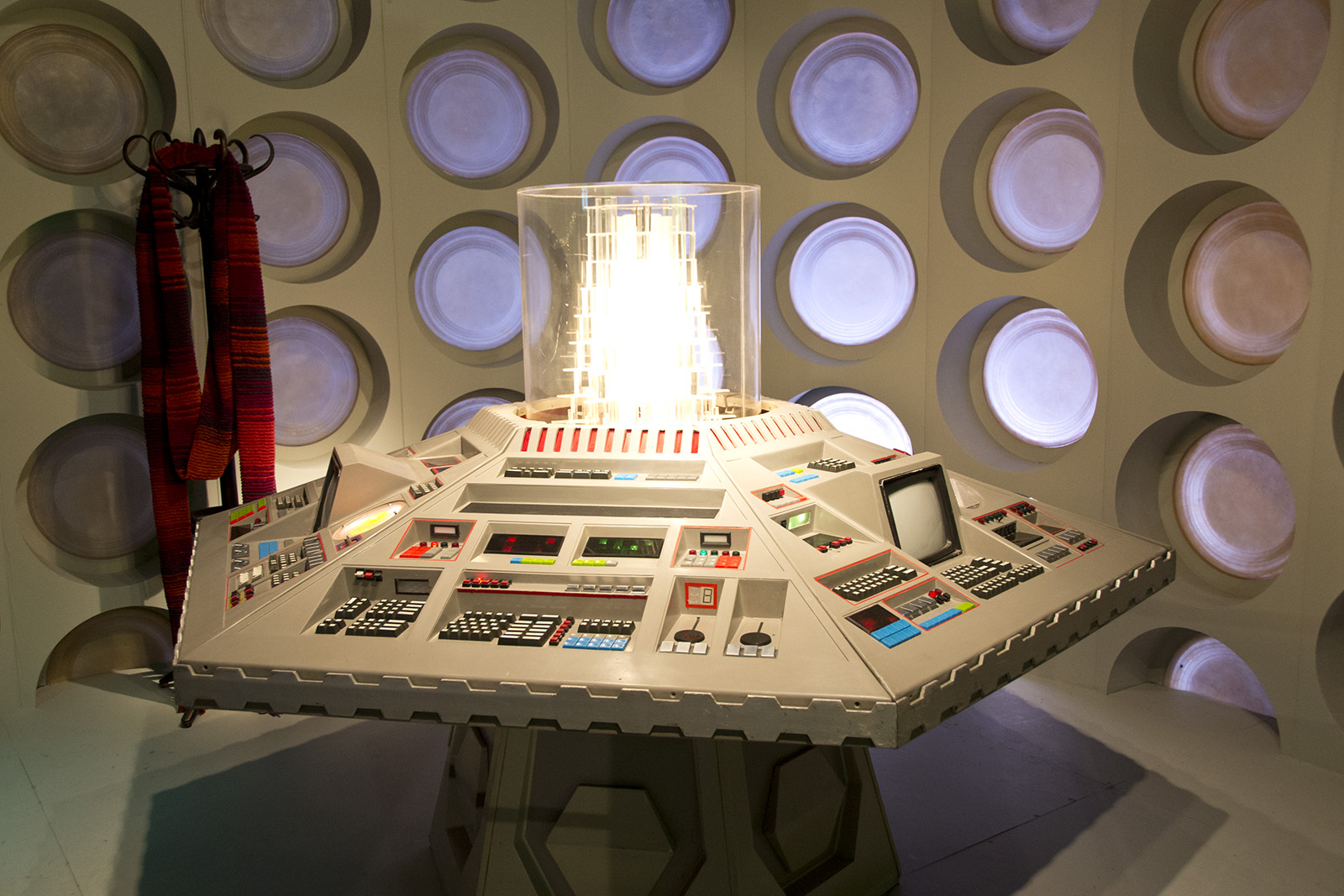
Sala de la consola de la TARDIS en la época del Cuarto Doctor.

La TARDIS es capaz de traducir prácticamente todos los idiomas existentes en el universo y sus escrituras (a excepción de, algunas veces, el Gallifreyan, el idioma originario de la raza creadora de la TARDIS o idiomas "demasiado antiguos" como se dice en El planeta imposible) dentro de la cabeza de cada uno de los que viajan en su interior, por lo que todos sus tripulantes son capaces de hablar y entender el idioma de toda forma de vida. Al parecer, que el Doctor esté consciente es imprescindible para el funcionamiento de este circuito (La invasión en Navidad). Cuando alguno de los tripulantes dice conscientemente algo en el idioma natal del ser con el que se está comunicando, este no lo entiende (Los fuegos de Pompeya), aunque si uno de los tripulantes habla en su propio idioma, el interlocutor lo percibe como si hablara con su mismo acento (Vincent y el Doctor).